# حزمة الأمومة

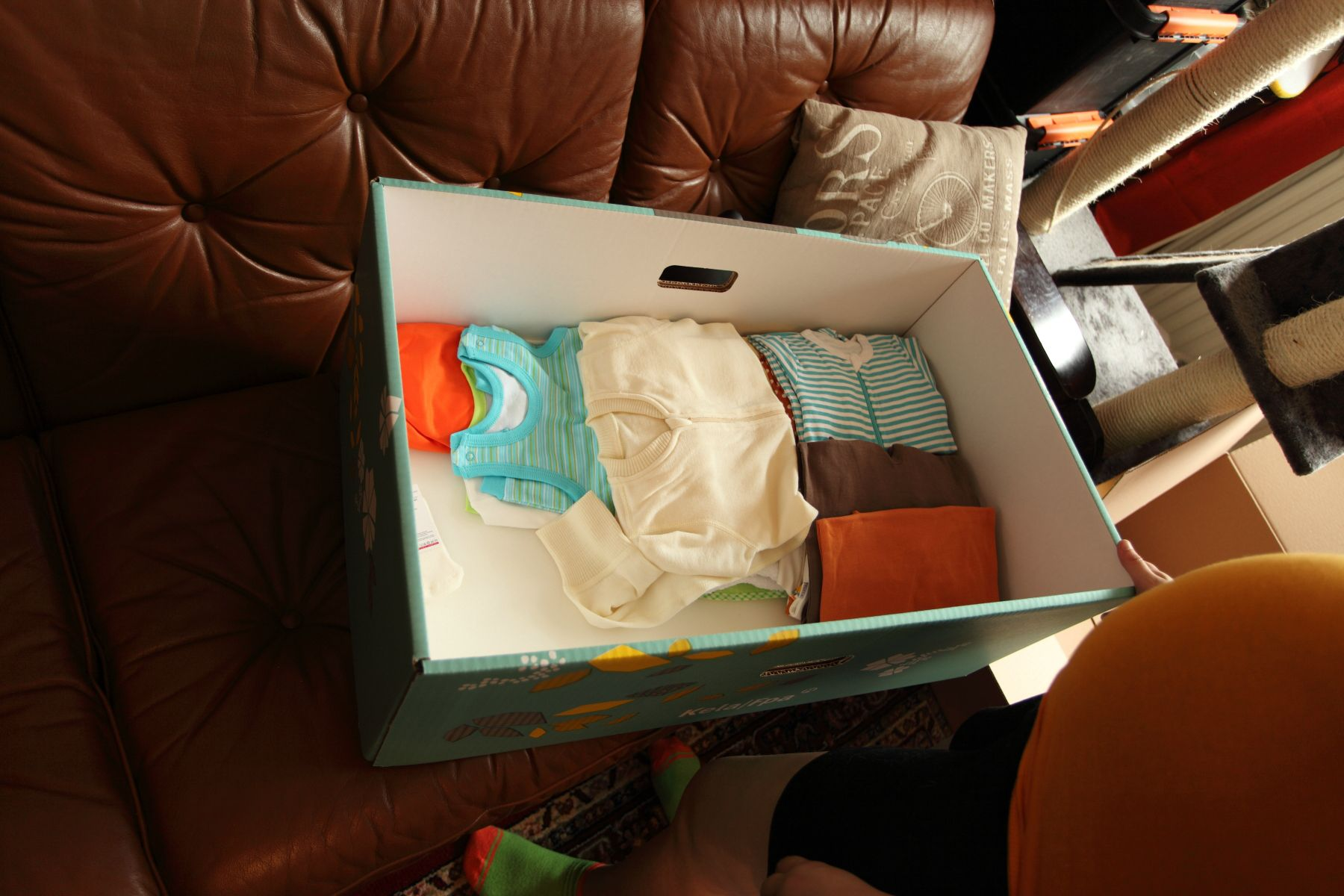
أجزاء من حزمة الأمومة في عام 2014.

صندوق الأمومة هي حزمة تحتوي على ملابس للأطفال مثل الحفاضات، الأفرشة والأقمشة والمناشف ومنتجات العناية بالأطفال وغيرها من العناصر الضرورية. حزمة الأمومة تمنحها مؤسسة كيلا للضمان الاجتماعي الفنلندي، لجميع الآباء والأمهات الحوامل أو المتبنين الذين يعيشون في فنلندا أو المشمولين بنظام الضمان الاجتماعي الفنلندي. تم إصدارها لأول مرة في عام 1938 للآباء ذوي الدخل المنخفض، وكانت تحتوي الحزمة أنذاك على بطانية وأغطية أسرة وحفاضات وأقمشة يمكن للوالدين استخدامها لصنع ملابس لأطفالهم.
منذ عام 1949، تم منحها لجميع الأمهات، شريطة أن يزرن طبيبًا أو عيادة بلدية قبل الولادة وذلك قبل نهاية شهر الحمل الرابع، وقد استمر الحمل 154 يومًا على الأقل. يتم تحديث محتويات الحزمة كل عام تقريبًا.
بعد قصة بي بي سي في يونيو 2013، بدأ صندوق الطفل في تلقي اهتمام دولي. حيث ظهرت حزم تجارية مماثلة وأخرى ترعاها الدولة يجري اختبارها في بعض دول العالم. مؤخرا بدأت الشركات الخاصة في بيع طرود مزعومة على أنها «حزمة الأطفال الفنلندية» أو ما شابه ذلك، ولكن الصناديق الأصلية لا تُباع تجاريًا.

## محتوى الحزمة في عام 2017
في عام 2017 ، احتوى الصندوق على العناصر التالية:
- بدل دافئة / حقيبة النوم68–74 سـم (27–29 بوصة)
- عازل القفازات والجوارب
- بطانية نوم مقاس 95 سم × 95 سم 95 سـم × 95 سـم (37 بوصة × 37 بوصة)
- معطف خفيف مع غطاء للرأس مقاس 68-74 سم
- معطف صوف مقاس 68-74 سم
- قبعة من الصوف
- غطاء بالاكلافا مقاس 62–68 سـم (24–27 بوصة)
- قبعة
- بذلة أطفال مقاس 62–68 سم
- كومبي شورت مقاس 50–56 سـم (20–22 بوصة)
- حزام حول بذلة داخلية مقاس 50-56 سم
- قماط مع خرقة مقاس 62-68 سم
- قماط مقاس 68-74 سم
- بدلة داخلية مقاس 62-68 سم
- 2 × حزامي قماط مقاس 50-56 سم
- 2 × ليغينغ 62-68 سم
- 2 × ليغينغ 68-74 سم
- 2 × ليغينغ الرجلين 50-56 سم
- لباس ضيق مقاس 62-68 سم
- جوارب وقفازات مقاس 19-21 سم
- جوارب مقاس 19-21 سم
- غطاء نوم مقاس 62-68 سم
- أفرشة وكتان
  - بطانية من نوع أوف وايت 80 سـم × 120 سـم (31 بوصة × 47 بوصة)
  - لحاف نوم مزخرف بأقدام الأطفال على خلفية خضراء 85 سـم × 130 سـم (33 بوصة × 51 بوصة)
  - ملاية بيضاء 90 سـم × 150 سـم (35 بوصة × 59 بوصة)
  - غشاء واقي 90 سم × 150 سم (يمكن استخدامه على سبيل المثال كحماية للمرتبة)
  - مرتبة مقاس 700 مـم × 428 مـم × 40 مـم (27.6 بوصة × 16.9 بوصة × 1.6 بوصة)
- حفاضات جيب وشاش قطني
- منشفة 85 سـم × 85 سـم (33 بوصة × 33 بوصة)
- أدوات العناية الشخصية (وسادات صدرية، مقصات الأظافر، فرشاة الأسنان، مقياس الحرارة الرقمي، بودرة الطالك، كريم الحلمة، الواقي الذكري (6 قطع)، مواد التشحيم، المناشف الصحية، ميزان حرارة الحمام، فرشاة الشعر)
- تغذية مريلة الأكل
- مريلة اللعاب / وشاح
- دليل الطفل بالفنلندية والسويدية
- لعبة دبدوب / بطانية للراحة